# Кокиче (сериал)
„Кокиче“ (на корейски: 설강화; на английски: Snowdrop) е южнокорейски сериал с участието на Чонг Хе-ин, Джису, Ю Ин-на, Чанг Сънг-джо, Юн Се-а, Ким Хье-юн и Чонг Ю-джин. Излъчва се по Джей Ти Би Си всяка събота и неделя от 22:30. Сериалът е достъпен на Дисни+ в избрани региони.

## Сюжет
Действието в „Кокиче“ се развива на фона на движението за демокрация от 1987 г., което е масово протестно движение с цел да принуди настоящото авторитарно правителство в Южна Корея да проведе честни избори. В резултат на масовите протести през декември 1987 г., се провеждат демократични избори, които по-късно водят до края на авторитарното управление в Южна Корея и установяването на демократично управление в Шеста република Корея.
Им Су-хо играе ролята на студент, който е открит, покрит с кръв, от студентката Ън Йонг-ро. Момичето го крие от правителството в стаята си в общежитието в женския университет. Въпреки това се разкрива, че Су-хо не е това, което изглежда. На фона на политически сътресения, историята на двойката се развива и двамата изграждат романтична връзка.

## Актьори
- Чонг Хе-ин – Им Су-хо / Ри Те-сан
- Джису – Ън Йонг-ро
- Ю Ин-на – Канг Чонг-я
- Чанг Сънг-джо – И Канг-му
- Юн Се-а – Пи Сънг-хи
- Ким Хье-юн – Кье Бун-ок
- Чонг Ю-джин – Чанг Хан-на